# Plaza de Chapina
La plaza de Chapina se encuentra en la ciudad española de Sevilla, en la intersección entre la calle Castilla y el puente del Cristo de la Expiración. 

## Historia y características
Fue rotulada con este nombre en 1868, ya que antiguamente no era más que una explanada en un cruce de caminos del arrabal trianero. Su configuración actual se debe a mediados del siglo XX cuando la elevación de su cota terminó con las antiguas inundaciones que esa zona padecía. En esa zona no se había acometido ninguna actuación urbanística hasta que en 1969 el ayuntamiento creó una zona ajardinada. Los encargados de su realización fueron los arquitectos Jaime López Asiain y Ángel Díaz. Se plantaron chopos, olivos del paraíso, acacias, fresnos y otras especies mediterráneas, además de liquidambar steraciflua, ginkgo biloba, liriodenron tulipitifera y taxodium distichium. En esta época se realizó también la cercana avenida del Cristo de la Expiración, que en la actualidad continua hacia el este con el puente homónimo y sigue hacia el oeste con la avenida Expo 92.
En dicha plaza se encuentra el llamado Monumento a los ángeles trianeros, realizado por Gabriel Mozas en 1992, que conmemora a los habitantes de ese barrio que contribuyeron al descubrimiento y exploración del Nuevo Mundo. Una explanada al este que formaba parte de la plaza de Chapina fue rotulada en 2007 como diputado Eugenio Alés. Eugenio Alés Pérez fue un político de UCD natural de este barrio.
Durante el siglo XX el Guadalquivir era un río vivo que transcurría a varios kilómetros de ese punto y el río que surcaba la ciudad dividiendo Triana del resto de Sevilla era una dársena que encontraba su fin en ese punto. 
Para la Exposición Universal de 1992 se proyectó ampliar el brazo de la dársena hasta más al norte y actualmente finaliza en el parque de San Jerónimo.